# Steinensittenbach
Steinensittenbach (fränkisch:  Staabo) ist ein Gemeindeteil der Gemeinde Kirchensittenbach im Landkreis Nürnberger Land (Mittelfranken, Bayern). Steinensittenbach liegt in der Gemarkung Algersdorf.

## Lage
Das Dorf liegt 5,6 Kilometer vom Hauptort der Gemeinde entfernt an der Staatsstraße 2404 zwischen Obermühle und Hormersdorf. Der Ort liegt am Ursprung des Sittenbachs und hat etwa 25 ursprünglich landwirtschaftliche Anwesen. Im Nordwesten befindet sich die Erhebung Lammbühl (509 m), im Osten der Schwarzenberg (589 m) und der Pfaffenberg sowie im Südosten der Hohensteiner Berg (595 m) und die Burg Hohenstein. Sie liegt 2,2 Kilometer entfernt.